# Eva Olliwier

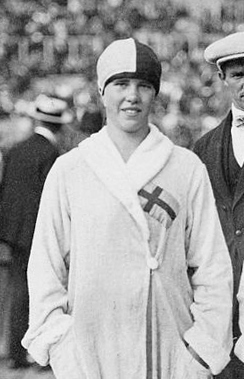
Eva Olliwier (1920)

Eva „Ewa“ Viola Elisabet Olliwier, nach Heirat Lundqvist, (* 13. Januar 1904 in Stockholm; † 7. August 1955 ebenda) war eine schwedische Wasserspringerin. Sie gewann eine olympische Bronzemedaille und eine Bronzemedaille bei Europameisterschaften.

## Karriere
Eva Olliwier vom Stockholms KK trat bei den Olympischen Spielen 1920 in Antwerpen im Turmspringen an. In der Qualifikation mussten vier Sprünge absolviert werden, zwei vom Vier-Meter-Turm und zwei vom Acht-Meter-Turm. Olliwier erreichte das Finale als Beste ihrer Vorrundengruppe. Im Endkampf wurden erneut vier Sprünge vorgeführt. Es siegte die Dänin Stefanie Clausen vor der Britin Eileen Armstrong. Eva Ollivier erhielt die gleiche Punktzahl wie Armstrong, wegen der schlechteren Platzwertung wurde sie Dritte.
Vier Jahre später bei den Olympischen Spielen 1924 in Paris fand zunächst das Kunstspringen statt. Im Vorkampf und im Endkampf mussten insgesamt sechs Sprünge vom Ein-Meter-Brett und vom Drei-Meter-Brett gezeigt werden. Olliwier erreichte das Finale als Dritte ihrer Vorrundengruppe. Im Finale siegten drei Springerinnen aus den Vereinigten Staaten, Olliwier erreichte den vierten Platz mit 10,6 Punkten Rückstand auf die Drittplatzierte. Im Turmspringen wurden vier Sprünge vom Fünf-Meter-Turm und vom Zehn-Meter-Turm vorgeführt. Olliwier schied als Fünfte ihrer Vorrundengruppe aus.
1926 bei den ersten Europameisterschaften wurden nur Wettbewerbe für Männer angeboten. Im Jahr darauf bei den Europameisterschaften 1927 in Bologna standen erstmals auch Wettbewerbe für Frauen auf dem Programm. Die Britin Belle White siegte im Turmspringen vor der Französin Irène Savollon, Eva Olliwier erhielt die Bronzemedaille.